# Luzon (eilandengroep)
De eilandengroep Luzon is een van de drie eilandengroepen waaruit de Filipijnen bestaan. De eilandengroep Luzon is de noordelijke groep eilanden. De Visayas is de centrale eilandengroep en Mindanao is de zuidelijkste groep van eilanden. De eilandengroep Luzon bevat naast het grootste eiland Luzon onder andere de Bataneilanden, de Babuyaneilanden, de Catanduaneseilanden, de Lubangeilanden, Marinduque, Masbate, Romblon, Mindoro, de Polillo-eilanden en Palawan.

## Geografie

### Bestuurlijke indeling
De eilandengroep is ingedeeld in de volgende 8 regio's en 37 provincies:
- Ilocos Region (Regio I)
  - Ilocos Norte
  - Ilocos Sur
  - La Union
  - Pangasinan

- Cagayan Valley (Regio II)
  - Batanes
  - Cagayan
  - Isabela
  - Nueva Vizcaya
  - Quirino

- Central Luzon (Regio III)
  - Aurora
  - Bataan
  - Bulacan
  - Nueva Ecija
  - Pampanga
  - Tarlac
  - Zambales

- CALABARZON (Regio IV-A)
  - Batangas
  - Cavite
  - Laguna
  - Quezon
  - Rizal

- MIMAROPA (Regio IV-B)
  - Marinduque
  - Occidental Mindoro
  - Oriental Mindoro
  - Palawan
  - Romblon

- Bicol Region (Regio V)
  - Catanduanes
  - Masbate
  - Albay
  - Camarines Norte
  - Camarines Sur
  - Sorsogon

- Cordillera Administrative Region (CAR)
  - Abra
  - Apayao
  - Benguet
  - Ifugao
  - Kalinga
  - Mountain Province

- National Capital Region (NCR)

Dit is een speciale regio die Manilla, Quezon City en nog 12 steden en 3 gemeenten omvat. Er zijn in deze regio geen provincies.